# Joel Rosenman
Joel Rosenman, né en 1942 à New York, est un producteur de musique américain.

## Biographie
Il est né en 1942 à New York. Il a grandi au Long Island, dans la ville de Huntington.
Il devient musicien professionnel en 1960 à New York.
En 1967, John Hammond le directeur de Columbia Records, lui propose son premier contrat. Avec John Roberts, il ouvre son studio d'enregistrements.
En 1969, il organise le Festival de Woodstock, avec John Roberts, Artie Kornfeld et Michael Lang (producteur) qu'il rencontre à New York.